# Višeň obecná
Višeň obecná nebo pouze višeň (Prunus cerasus) je ovocný strom z čeledi růžovitých (Rosaceae).

## Popis
Višeň obecná dorůstá výšky okolo 10 m. Koruna stromu je kuželovitá až kulovitá. Větvičky jsou na konci převislé, listy jsou střídavé, lesklé a jemně vejčité, vypadají skoro stejně jako u třešně. Bílé květy rostou ve svazcích. Plody jsou tmavočervené peckovice. Kvete začátkem května. Višeň kvete na jednoletém dřevě, které po odplození vyholuje. Proto vždy vyžaduje řez po sklizni.
Višně, které se nejčastěji pěstují, jsou děleny do čtyř hlavních skupin:
- amarelky – jsou světle zbarvené višně, lehce zploštělé, mají bezbarvou šťávu. Jejich chuť je nakyslá, hlavní odrůdy jsou Amarelka Královská a Favorit.
- kyselky – jsou tmavě zbarvené višně srdcovitého nebo sférického tvaru. Mají tmavou šťávu a jejich chuť je většinou kyselá až natrpklá. Kvůli chuti jsou vhodné spíše na zpracování v kuchyni. Hlavní odrůdou je Morela pozdní.
- skleněnky (skleňovky) – jsou světle zbarvené višně, chuť nasládlá.
- sladkovišně – jsou tmavé višně, s barvící šťávou. Jejich chuť je navinule sladká. Hlavní odrůdou je Sladkovišeň raná.

## Areál rozšíření

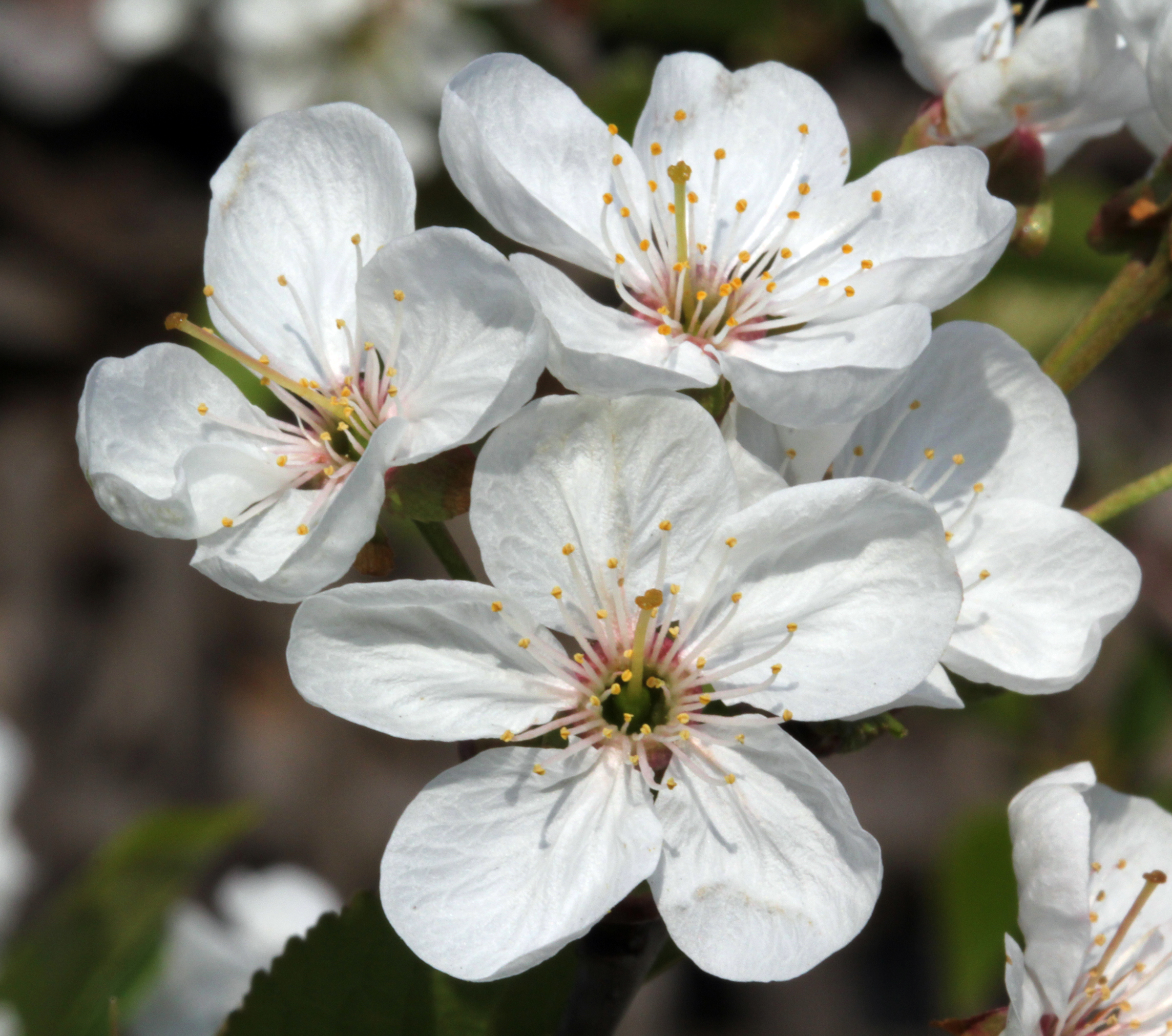
Květy

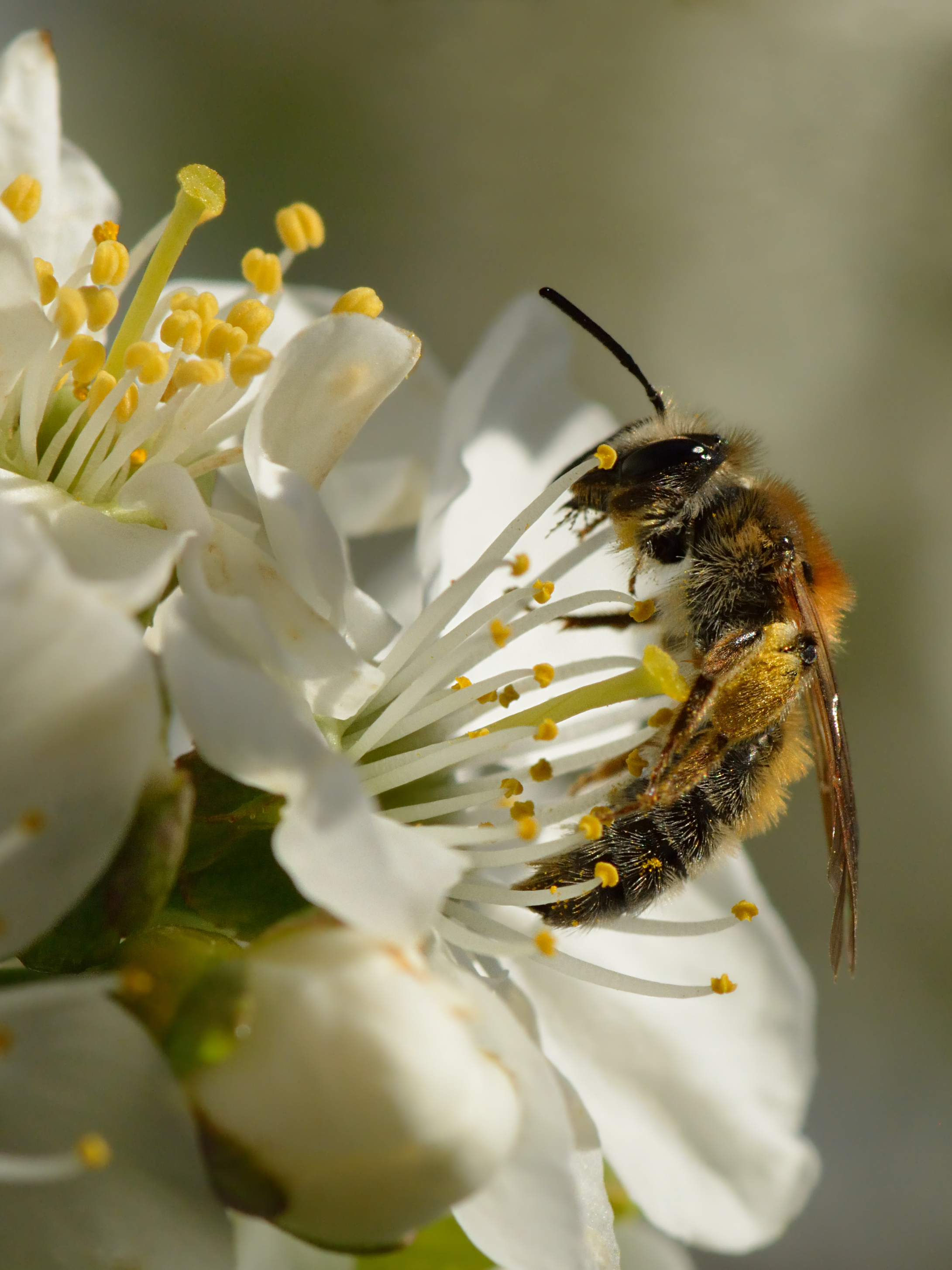
Včela opylující květ višně

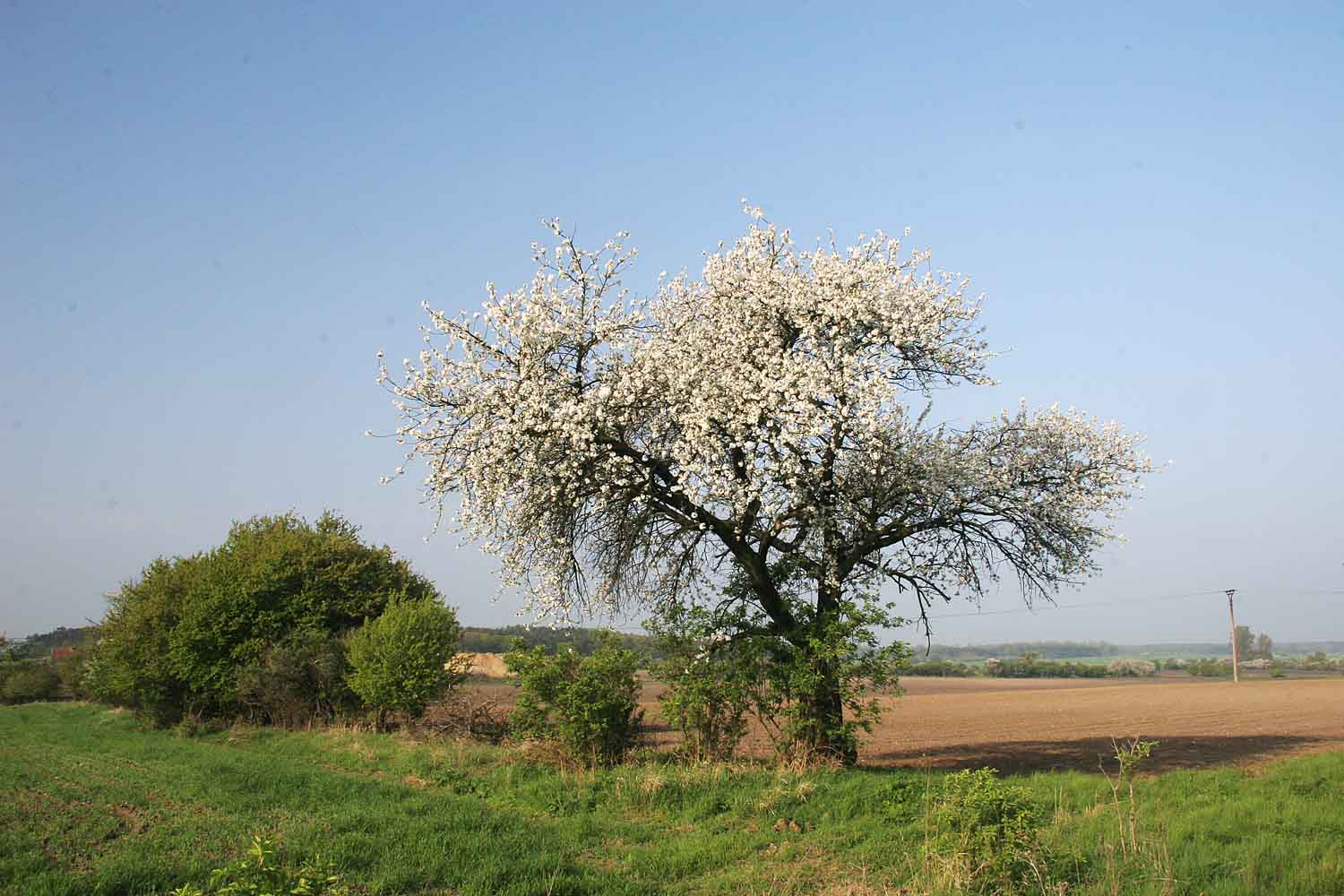
Kvetoucí višeň

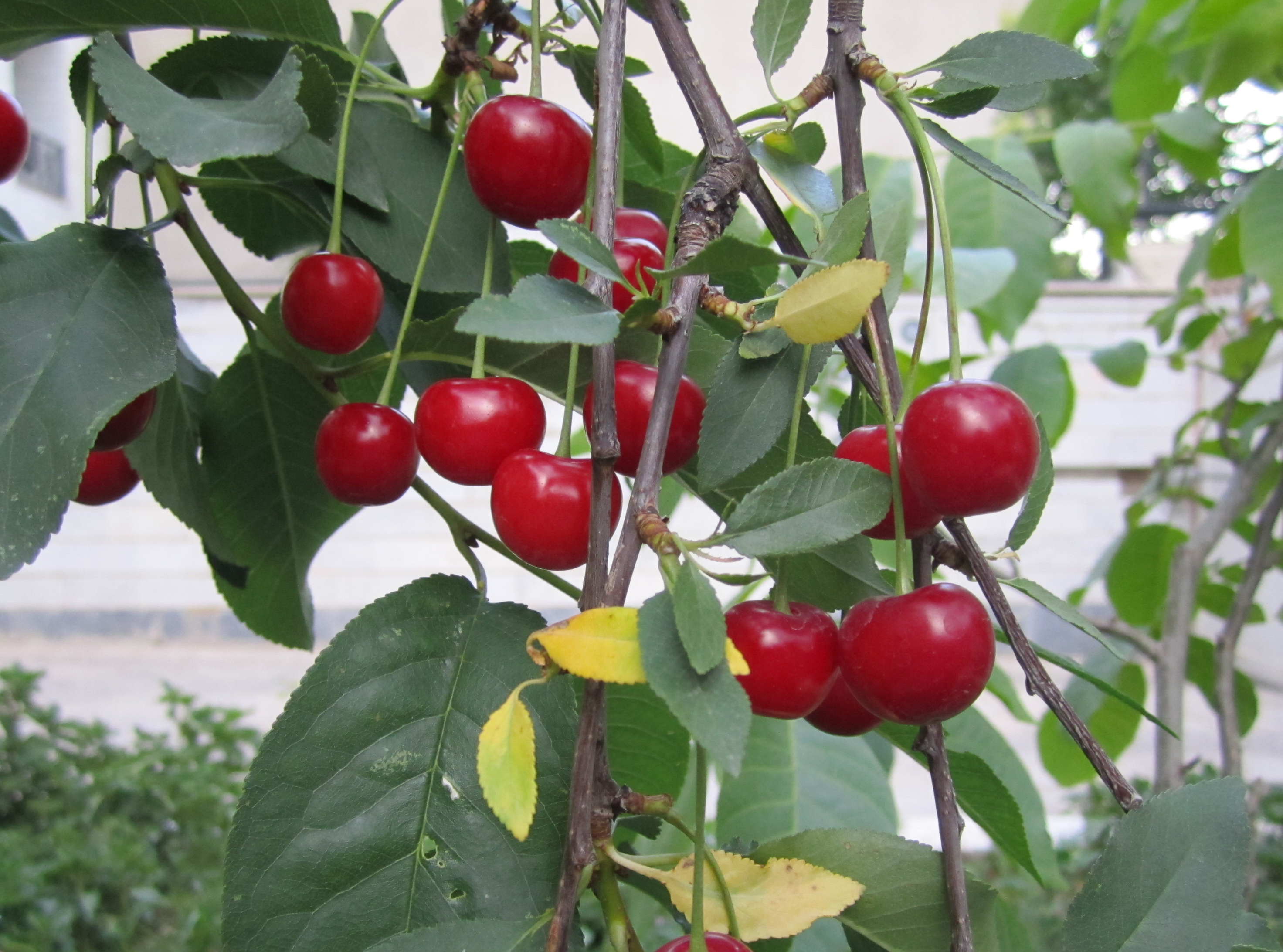
Zralé plody višně

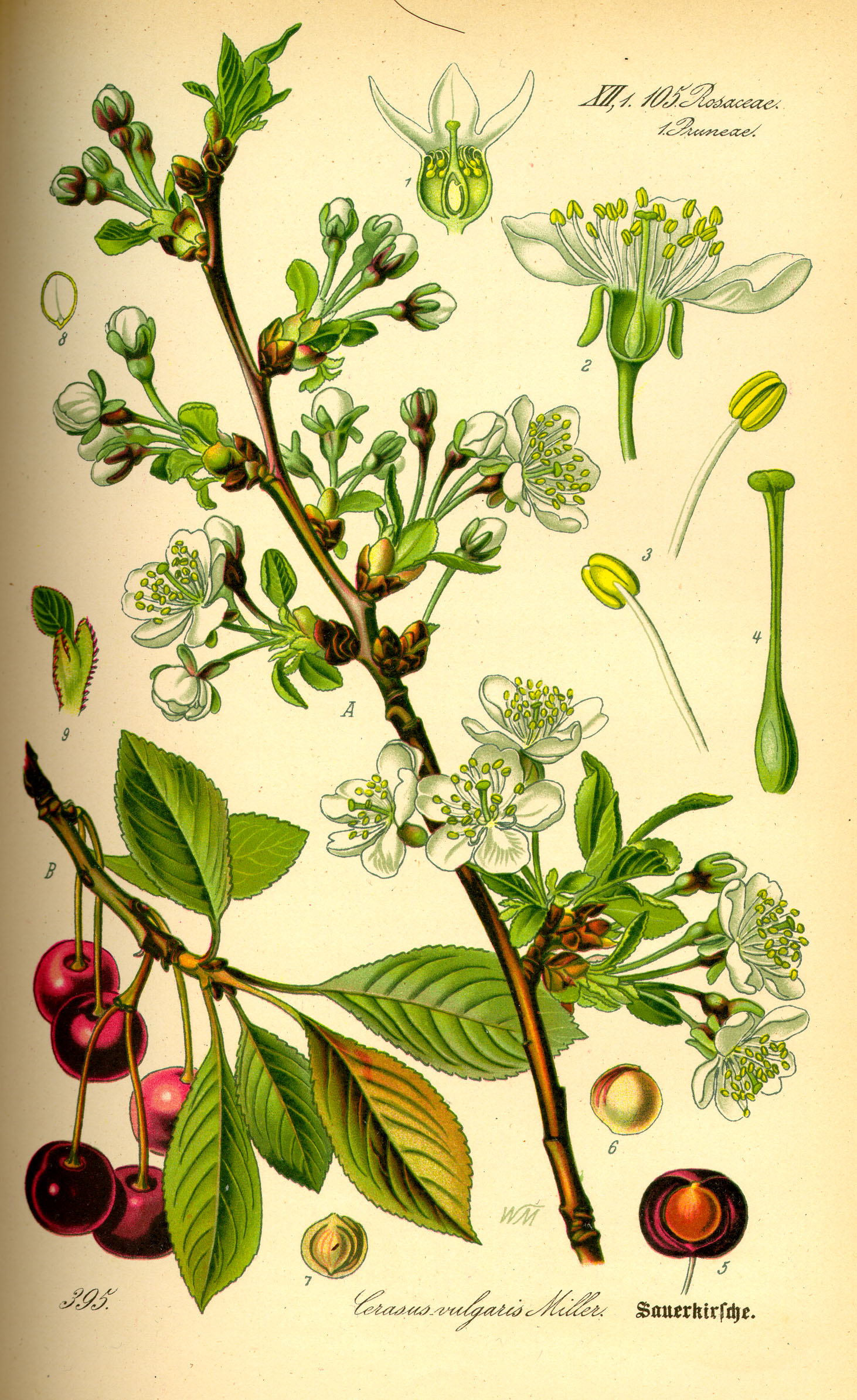
Ilustrace květů a plodů višně obecné

Původní oblast výskytu višně obecné byla v jihovýchodní Evropě, západní Asii a severní Indii. Pěstováním se rozšířila do celého světa. Roste v mírném podnebném pásu.

## Pěstování

### Lokalita
Výběr správného místa pro sad je velmi důležitý, protože žádné jiné ovoce (mimo višní) není tak náchylné k poškození mrazem nebo studenými dešti během kvetení. Ideální místo je ve vyšší nadmořské výšce, kde je dobré proudění vzduchu v propustných půdách. Takové místo může snížit nebezpečí úrazu pozdních jarních mrazů a také snižuje napadení moniliózou. Pokud má pěstitel na výběr stejně žádoucí pozemky svažující se v různých směrech, měla by být upřednostněn severní svah. Blízkost velkých vodních ploch také snižuje nebezpečí pozdních mrazů.

### Množení
Obvyklý způsob šíření višní je očkování. Jednoleté podnože jsou vysazeny a následující léto očkovány. Ve školce je založena korunka s terminálem, ačkoliv lze višně úspěšně pěstovat i s dutou korunou.

### Půda
Když stromy přicházejí do plodnosti, je zpravidla vhodné udržovat sad dobrou kultivací, v některých případech je výhodné zasít jetel a nechat jej dvě nebo tři sezony, a to zejména v případě, že stromy ještě hodně rostou. Je bezpečné říci, že je vhodné pěstování v písčitých půdách. Je velmi důležité, aby kultivace půdy byla zahájena co nejdříve na jaře, aby se udržel co největší díl vlhkosti v půdě.

### Řez
Ve srovnání s většinou ostatních stromů postačí slabší řez, a to zejména po prvních dvou nebo třech letech. Může být však někdy nezbytné omezit růst na polovinu každý rok, než strom začne plodit. Pokud se tak stane, že musí být řez prováděn uváženě, protože je hlubokým řezem vyvolán růst. Poté, co stromy dosáhnou vrcholu plodnosti, je třeba řez omezit na nezbytné zásahy jako je odstranění napadených nebo zakracování převislých větví.

### Hnojení
Otázka vhodnosti hnojení višňových sadů do značné míry závisí na místních podmínkách. Obecně však platí, že jeteloviny mohou být pěstovány jako meziplodiny a na jaře použity jako zelené hnojení. Pak bude malá potřeba aplikovat dusíkatá hnojiva. Uvádí se, že někteří pěstitelé používají fosfátová hnojiva, a to zejména ve formě citrofosfátu.

### Sklizeň
Organizace sklizně může být vážný problém, protože ovoce zraje velmi rychle a musí být rychle sklizeno, nebo se bude kazit. Z tohoto důvodu by měl pěstitel zasadit velký višňový sad tam, kde si je jistý, že může zajistit dostatek sběračů v termínu sklizně.

## Využití
Plody se zpracovávají na kompoty, džemy, šťávy a používají se jako přísada do ovocných koláčů.
V Maďarsku se z plodů višní dělá studená polévka hideg meggyleves.
Višňové dřevo se zpracovává v nábytkářském průmyslu.
| 10 největších pěstitelů višní v roce 2012 | 10 největších pěstitelů višní v roce 2012 | 10 největších pěstitelů višní v roce 2012 | 10 největších pěstitelů višní v roce 2012 | 10 největších pěstitelů višní v roce 2012 |
| Stát | Produkce (t)                              | Poznámka                                  |                                           |                                           |
| --- | ----------------------------------------- | ----------------------------------------- | ----------------------------------------- | ----------------------------------------- |
| Turecko | 187 941                                   |                                           |                                           |                                           |
| Rusko | 183 300                                   | *                                         |                                           |                                           |
| Polsko | 175 391                                   |                                           |                                           |                                           |
| Ukrajina | 172 800                                   |                                           |                                           |                                           |
| Írán | 105 000                                   | F                                         |                                           |                                           |
| Srbsko | 74 656                                    |                                           |                                           |                                           |
| Maďarsko | 53 425                                    |                                           |                                           |                                           |
| USA | 38 601                                    |                                           |                                           |                                           |
| Uzbekistán | 34 000                                    | F                                         |                                           |                                           |
| Ázerbájdžán | 23 085                                    |                                           |                                           |                                           |
| Svět | 1 149 531                                 | A                                         |                                           |                                           |
| * = neoficiální údaj \| [ ] = oficiální údaj \| A = neoficiální data či odhad F = odhad FAO Zdroj: Organizace pro výživu a zemědělství (FAO) |                                           |                                           |                                           |                                           |